# Inoue Genzaburó
Inoue Genzaburó (japán betűkkel: 井上 源三郎, Hepburn-átírással: Inoue Genzaburō) (1829 – 1868. január 29.) japán kardforgató az Edo-kor végén, a Sinszengumi tisztje.
Hinóban született, a sógunátus egy csatlósának negyedik fiaként, és bátyjával, Macugoróval a Kondó Iszami fogadott apja által vezetett Sieikan dódzsóban tanulta a kardforgatást.
A Sinszengumi legidősebb alapító tagja, 1865-től a hatodik osztag kapitánya. Bár a támadás kezdetén nem volt jelen, részt vett az Ikeda-ja incidensben 1864. július 8-án. Az esetnél Kiotó felgyújtására készülő forradalmárokat tartóztattak le.  A Bosin-háború egyik korai csatájában esett el, Toba-Fusiminél, 1868 januárjában.